# Ivica
 Ovo je glavno značenje pojma Ivica. Za druga značenja pogledajte Ivica (razdvojba).
Ivica (nitica divja, lat. Ajuga), biljni rod iz porodice medićevki (usnača, Lamiaceae) kojoj pripada zasada 66  priznatih vrsta. Ivice su rod jednogodišnjih i trajnih, poglavito zeljastih biljaka, rijetko se javlja kao polugrm. 
Rastu po vlažnim livadama, šumama i brdskim pašnjacima. U Hrvatskoj je poznato svega nekoliko vrsta, među kojima puzava ivica (A. reptans), žuta ivica (A. chamaepitys), ledinska ivica (A. genevensis), piramidalna ivica (A. pyramidalis) i cjelolisna ivica (A. iva).

## Popis vrsta:
1. Ajuga arabica P.H.Davis
2. Ajuga australis R.Br.
3. Ajuga austroiranica Rech.f.
4. Ajuga bombycina Boiss.
5. Ajuga boninsimae Maxim.
6. Ajuga brachystemon Maxim.
7. Ajuga campylantha Diels
8. Ajuga campylanthoides C.Y.Wu & C.Chen
9. Ajuga chamaecistus Ging. ex Benth.
10. Ajuga chamaepitys (L.) Schreb.; žuta ivica
11. Ajuga chasmophila P.H.Davis
12. Ajuga ciliata Bunge
13. Ajuga davisiana Kit Tan & Yildiz
14. Ajuga decaryana Danguy ex R.A.Clement
15. Ajuga decumbens Thunb.
16. Ajuga dictyocarpa Hayata
17. Ajuga flaccida Baker
18. Ajuga forrestii Diels
19. Ajuga genevensis L.; ledinska ivica
20. Ajuga grandiflora Stapf
21. Ajuga incisa Maxim.
22. Ajuga integrifolia Buch.-Ham. ex D.Don
23. Ajuga iva (L.) Schreb.; cjelolisna ivica
24. Ajuga japonica Miq.
25. Ajuga laxmannii (L.) Benth.
26. Ajuga leucantha Lukhoba
27. Ajuga linearifolia Pamp.
28. Ajuga lobata D.Don
29. Ajuga lupulina Maxim.
30. Ajuga macrosperma Wall. ex Benth.
31. Ajuga makinoi Nakai
32. Ajuga mollis Gladkova
33. Ajuga multiflora Bunge
34. Ajuga nipponensis Makino
35. Ajuga novoguineensis A.J.Paton & R.J.Johns
36. Ajuga nubigena Diels
37. Ajuga oblongata M.Bieb.
38. Ajuga oocephala Baker
39. Ajuga ophrydis Burch. ex Benth.
40. Ajuga orientalis L.
41. Ajuga ovalifolia Bureau & Franch.
42. Ajuga pantantha Hand.-Mazz.
43. Ajuga parviflora Benth.
44. Ajuga piskoi Degen & Bald.
45. Ajuga postii Briq.
46. Ajuga pygmaea A.Gray
47. Ajuga pyramidalis L.; piramidalna ivica ili stari kruh
48. Ajuga relicta P.H.Davis
49. Ajuga reptans L.; puzava ivica
50. Ajuga robusta Baker
51. Ajuga rubrobracteosa S.S.Ying
52. Ajuga salicifolia (L.) Schreb.
53. Ajuga saxicola Assadi & Jamzad
54. Ajuga sciaphila W.W.Sm.
55. Ajuga shikotanensis Miyabe & Tatew.
56. Ajuga sinuata R.Br.
57. Ajuga spectabilis Nakai
58. Ajuga taiwanensis Nakai ex Murata
59. Ajuga tenorei C.Presl
60. Ajuga tsukubana (Nakai) Okuyama
61. Ajuga turkestanica (Regel) Briq.
62. Ajuga vesiculifera Herder
63. Ajuga vestita Boiss.
64. Ajuga xylorrhiza Kit Tan
65. Ajuga yesoensis Maxim. ex Franch. & Sav.
66. Ajuga zakhoensis Rech.f.
67. Ajuga ×adulterina Wallr.
68. Ajuga ×bastarda Makino
69. Ajuga ×hybrida A.Kern.
70. Ajuga ×mixta Makino
71. Ajuga ×pseudopyramidalis Schur